# 서울방화초등학교
서울방화초등학교(傍花初等學校)는 대한민국 서울특별시 강서구에 있는 공립 초등학교이다.

## 학교 연혁
- 1986년 1월 29일 서울방화국민학교 개교
- 1996년 3월 1일 서울방화초등학교로 교명 변경
- 2026년 1월 29일 개교 40주년

## 참고 자료
- 서울방화초등학교 - 한국교육학술정보원 학교알리미